# Jurij Kuźmienko
Jurij Mykołajowycz Kuźmienko (ukr. Юрій Миколайович Кузьменко (ur. w 1974 w Wielkiej Wilszance) – ukraiński seryjny morderca i gwałciciel zwany Maniakiem z Bojarki, który zamordował 13 dziewcząt i kobiet w rejonie wasylkowskim w latach 2005–2009.

## Młodość
Kuźmienko urodził się w 1974 roku we wsi Wielkiej Wilszance w obwodzie kijowskim. Dorastał w niestabilnej rodzinie z powodu antyspołecznego zachowania ojca i jego częstych aktów agresji wobec matki. W latach szkolnych Kuźmienko pasjonował się sportem i cieszył się popularnością wśród rówieśników. Aby zwrócić na siebie uwagę, często atakował i bił starszych chłopców. Po ukończeniu szkoły średniej uzyskał średnie wykształcenie zawodowe jako cieśla. Na początku lat 90. został powołany do Ukraińskich Sił Powietrzno-Szturmowych, a po demobilizacji wrócił w rodzinne strony i imał się różnych zajęć, głównie jako robotnik niewykwalifikowany lub cieśla. Pod koniec lat 90. Kuźmienko ożenił się i miał dwoje dzieci, ale małżeństwo się nie udało i wkrótce rozwiódł się z żoną, przeprowadzając się do kochanki. Zamieszkali w Bojarce. W 2002 roku został aresztowany po raz pierwszy. Dokonał napadu rabunkowego w Kijowie. Został skazany na rok więzienia, ale zwolniono go po ośmiu miesiącach odbywania kary za dobre sprawowanie. 

## Zbrodnie
Po wyjściu z więzienia Kuźmienko zaczął dopuszczać się gwałtów, stosując przy tym pewien określony modus operandi. Jeżdżąc swoją Ładą 2105, wypatrywał potencjalnych ofiar na ulicach lub przy przystankach komunikacji miejskiej i oferował im podwózkę. Alternatywnie, atakował je z zaskoczenia w pobliżu lasów lub na obrzeżach wsi, w pobliżu torów kolejowych i dworców. Dzięki wysokiemu wzrostowi, atletycznej budowie i atrakcyjnemu wyglądowi łatwo zdobywał zaufanie ofiar. Jeśli znalazł potencjalną ofiarę, Kuźmienko jechał na odludne miejsce, gdzie ją gwałcił. Wiek kobiet nie miał dal niego znaczenia. W późniejszym czasie zaczął mordować swoje ofiary, ale tylko wtedy, gdy był pewien, że ofiara widziała jego twarz. Większość ofiar udusił, a jedną zadźgał nożem. Według jego późniejszych zeznań, zaczął napadać na kobiety, gdyż po wyjściu z więzienia rozwinął się u niego kompleks niższości, a gwałty i morderstwa umożliwiały mu odzyskanie poczucia własnej wartości. Większość ataków miała miejsce wzdłuż linii kolejowej Kijów–Fastów w rejonie wasylkowskim, 25 kilometrów na południowy-zachód od Kijowa, blisko miejsca zamieszkania Kuźmienki. Pierwszego potwierdzonego gwałtu dokonał 10 sierpnia 2003 roku, a pierwszego morderstwa 10 marca 2005 roku w Hłewaczy.

## Śledztwo
W miarę trwania morderstw powołano specjalistyczną grupę zadaniową do ich zbadania, kierowaną przez kijowską prokuraturę i Ministerstwo Spraw Wewnętrznych. Przesłuchano ponad 10 000 osób jako potencjalnych podejrzanych i sprawdzono kilka tysięcy samochodów, ale nie przyniosło do rezultatów. Po raz pierwszy teoria seryjnego mordercy pojawiła się w 2007 roku, kiedy ustalono za pomocą testu DNA, że ten sam sprawca był odpowiedzialny za trzy morderstwa w rejonie wasylkowskim. Śledczy byli zdeterminowani by schwytać mordercę, do tego stopnia, że poprosili o pomoc NATO, aby dostarczyło im zdjęcia satelitarne miejsc zbrodni. Na podstawie tych zdjęć ustalono, że zabójca jeździ Ładą 2105. Aby schwytać sprawcę, śledczy zorganizowali kilka zasadzek w terenach leśnych w rejonie wasylkowskim.
Po ostatnim morderstwie, dokonanym na Annie Bondar w styczniu 2009 roku, zgłosił się świadek, który dostarczył kluczowych informacji. Mężczyzna, były starszy inspektor milicji, który znał ofiarę osobiście, zeznał, że widział, jak wsiadała do zielonej Łady. Ponadto pamiętał fragment tablicy rejestracyjnej – litery VI. Na podstawie tych informacji śledczy rozpoczęli poszukiwania takich samochodów w całym kraju. Spośród 7043 samochodów tylko 50 było zarejestrowanych w obwodzie kijowskim – Kuźmienko nigdy nie był uważany za podejrzanego, ponieważ samochód, którym się poruszał nie był zarejestrowany na niego, a prawdziwy właściciel miał alibi na dzień zabójstwa Bondar. W maju tego samego roku funkcjonariusze organów ścigania przybyli do domu Jurija Kuźmienki w Bojarce, gdzie z nim rozmawiali i dowiedzieli się, że jeździ poszukiwanym samochodem. Mężczyzna oddał próbkę śliny do badania. Jego próbka okazała się zgodna z testem, jednak nim przyszły jej wyniki, Kuźmienko zbiegł i przez kilka dni błąkał się po znanych mu lasach. Podczas przeszukania jego domu i garażu śledczy znaleźli torbę z damską bielizną różnych rozmiarów, z których część była zakrwawiona. 29 maja 2009 roku, Kuźmienko został aresztowany pod domem swojego brata w Kijowie. 
W trakcie przesłuchań Kuźmienko przyznał się do gwałtów i morderstw. Został również rozpoznany przez ofiary, które przeżyły jego napaść. Wziął udział w wizjach lokalnych, podczas, których był eskortowany przez jednostkę specjalną Berkut. Podczas wizji lokalnych nosił na głowie kask, gdyż obawiano się samosądu. Ostatecznie oskarżono go o 13 morderstw, liczne gwałty i rozboje. Akta jego sprawy liczyły 140 tomów. 25 maja 2011 roku Kuźmienko został uznany winnym wszystkich zarzutów i skazany na dożywocie. Podczas ogłaszania wyroku nie okazywał żadnych widocznych emocji, a przez cały czas trwania rozprawy wydawał się obojętny. Podczas pobytu w więzieniu, Kuźmienko przechwalał się współwięźniom, że zamordował łącznie 206 kobiet. Prokuratura była zmuszona zweryfikować te informacje. Wyselekcjonowano 56 nierozwiązanych morderstw kobiet, do których doszło na terenie obwodu kijowskiego, a których sprawcą mógł być Kuźmienko, jednak nie udało mu się przypisać żadnej z tych zbrodni.

## Ofiary śmiertelne Kuźmienki
Do publicznej wiadomości podano niepełne nazwiska większości ofiar. 
| Lp. | Ofiara             | Wiek | Data              |
| --- | ------------------ | ---- | ----------------- |
| 1.  | Lidija Ditkowska   | 68   | 25 maja 2005      |
| 2.  | Guida              | B.d. | 19 czerwca 2006   |
| 3.  | Niezidentyfikowana | ?    | Marzec 2007       |
| 4.  | Naduk              | B.d. | 8 maja 2007       |
| 5.  | Suszecka           | B.d. | 9 maja 2007       |
| 6.  | Stiepanuszko       | B.d. | 11 czerwca 2007   |
| 7.  | Dończenko          | B.d. | Sierpień 2007     |
| 8.  | Nina Korniewa      | 69   | 10 września 2007  |
| 9.  | Soszenko           | B.d. | 2 czerwca 2008    |
| 10. | Bilusz             | B.d. | 11 września 2008  |
| 11. | Mietelska          | B.d. | 17 listopada 2008 |
| 12. | Rajisa Petrenko    | B.d. | 23 grudnia 2008   |
| 13. | Anna Bondar        | 19   | 13 stycznia 2009  |